# スキマでジャルジャル
『スキマでジャルジャル』は、毎日放送（MBS）で2008年4月5日から2017年12月16日まで放送されていた関西ローカルのミニ番組。よしもとクリエイティブ・エージェンシーに所属する若手お笑いコンビ・ジャルジャルの初冠番組でもある。

## 概要
土曜日時代の放送枠は、長年ローカルニュース番組『MBSニュース』が放送されていたが、前枠の『報道特集NEXT』（土曜17:30 - 18:50）にローカルニュース枠を内包したことに伴い、空いた放送枠に、番組宣伝とバラエティ番組を組み合わせたミニ番組を新たに立ち上げた。
2009年5月11日から6月4日までの期間は、月曜日から木曜日の14:50 - 15:00にも放送された。 
2010年1月23日からはドキュメンタリー番組『NEXT JAPAN〜熱き求道者〜』の開始により、同年1月4日から、放送時間は22:54 - 23:00の6分間と短縮するものの、放送曜日を月曜日と水曜日の2曜日に拡大した。
2010年3月29日から『NEWS23X』が22:54 - 23:45開始されたのに伴い、2010年4月6日から火曜21:54 - 22:00に変更された。
2010年10月5日からは、番組名が『スキマだジャルジャル』に変更となった。
2011年4月4日から、放送時間が月曜19:55 - 19:57に変更、2分間と短縮した。
2012年4月14日から、放送時間が前身の『スキマでジャルジャル』の開始時と同じ土曜18:56 - 19:00に変更した。
2012年7月15日から、放送時間が日曜11:40 - 11:45に変更した。
2012年10月2日から、放送時間が2年半ぶりに火曜21:54 - 22:00に戻った。
2013年10月4日から、放送時間が金曜日未明（木曜日深夜）に移動し、2015年4月18日より土曜日未明（金曜日深夜）に移動した。
2017年12月16日をもって終了した。

## 放送時間
| 放送期間      | 放送期間       | 放送時間（JST）                       |
| ------------- | -------------- | ------------------------------------- |
| 2008年4月5日  | 2009年12月26日 | 土曜日 18:50 - 19:00（10分）          |
| 2010年1月4日  | 2010年3月24日  | 月・水曜日 22:54 - 23:00（6分）       |
| 2010年4月6日  | 2011年3月29日  | 火曜日 21:54 - 22:00（6分）           |
| 2011年4月4日  | 2012年3月19日  | 月曜日 19:55 - 19:57（2分）           |
| 2012年4月14日 | 2012年6月30日  | 土曜日 18:56 - 19:00（4分）           |
| 2012年7月15日 | 2012年9月30日  | 日曜日 11:40 - 11:45（5分）           |
| 2012年10月2日 | 2013年9月24日  | 火曜日 21:54 - 22:00（6分）           |
| 2013年10月4日 | 2014年5月2日   | 金曜日 1:29 - 1:34（木曜日深夜、5分） |
| 2014年5月16日 | 2015年3月20日  | 金曜日 1:44 - 1:49（木曜日深夜、5分） |
| 2015年4月18日 | 2017年7月22日  | 土曜日 2:05 - 2:10（金曜日深夜、5分） |
| 2017年8月19日 | 2017年12月16日 | 土曜日 1:50 - 1:55（金曜日深夜、5分） |

## 出演者
- ジャルジャル（後藤淳平、福徳秀介）
- スキマくん（スキマでジャルジャルのキャラクター）

## 主なコーナー
Oh!Myペット
視聴者から寄せられたペット（犬や猫など）の写真を紹介。
ジャルジャルタイム
ジャルジャルの2人が新作コントを披露。
スキマインフォメーション
MBS・TBS系列の番組情報、MBS主催および後援のイベント情報や映画、演劇、新製品情報（インフォマーシャル）を視聴者に知らせる。
番組内では毎日放送のマスコットキャラクター『らいよんチャン』のIDが随所で登場する。オープニングタイトルにも、らいよんチャンが登場する。
なお、2008年7月26日放送分はオーサカキング会場である大阪城から『スキマで生ジャルジャル』として生放送で放送された。また、2009年4月4日放送分は大阪市茶屋町の毎日放送本社1階特設広場で開催された「おもろい4（フォー）へ。春の新番組祭り」の会場から生放送で放送された。